# Marian Wright Edelman
Marian Wright Edelman (Bennettsville, 6 de junio de 1939) es una abogada y activista estadounidense que vela por los derechos de la infancia. Es presidenta y fundadora del Fondo de Defensa de los Niños (CDF).

## Biografía
Marian Wright nació el 6 de junio de 1939 en Bennettsville, Carolina del Sur, hija de Arthur Jerome Wright, un pastor bautista y Maggie Leola Bowen. En 1953 murió su padre de un ataque al corazón cuando Marian tenía 14 años y su padre le dijo en sus últimas palabras que no olvidara su educación.
Marian Whright conoció en 1967 a Peter Edelman, asistente de Robert Francis Kennedy en una visita que hizo el Delta del Misisipi. El 14 de julio de 1968 se casaron. Con su marido, que era profesor de la Universidad de Georgetown y activista por el derecho de los judíos, tuvieron tres hijos, Joshua, Jonah y Ezra. El primero sería administrador pedagógico, el segundo es un abogado que fundó la institución Stand for Children y la tercera es directora y productora de televisión que ganó un premio de la Academia por su documental OJ: Made in America.

### Educación
De su padre aprendió un fuerte sentimiento de la comunidad, autodisciplina, determinación y actitud.
En el Spelman College tuvo como profesor del historiador y activista por los derechos civiles Howard Zinn. En 1960 se graduó en este instituto antes de estudiar derecho en la Universidad Yale, en la que se licenció en 1963. Cuando estudiaba en esta universidad, trabajó registrando votantes afroamericanos de Misisipi. 
Estudió civilización francesa en La Sorbona de París y en la Universidad de Ginebra después de ganar una beca Merrill en la década de 1950.
En 1963 se doctoró en la Universidad Yale, donde obtuvo la Juris Doctor.

### Activismo y trabajo como abogada
En 1960 fue arrestada con otros 14 estudiantes en una asentada ante el ayuntamiento de Atlanta involucrados en el Movimiento afroamericano por los derechos civiles .
Entre 1964 y 1968 ejerció como directora de la Fundación para la Defensa Legal de la NAACP de Jackson (Misisipi) después de haber trabajado en su sede de Nueva York. A aquí trabajó por los derechos de los afroamericanos y representó a los activistas afroamericanos durante el Freedom Summer en 1964. Durante estos años también ayudó a establecer la fundación Head Start que se dedicaba a la protección de los niños pobres.
En 1968 fue a vivir a Washington D. C. para organizar la Campaña para la Gente Pobre de Martin Luther King y la Conferencia Sur de Liderazgo Cristiano. En este año también fundó el Washington Research Project, una firma legal que trabajaba por el interés público.
Entre 1971 y 1973 Marian fue directora del Harvard Center for Law and Education antes de que volviera a Washington D. C. este último año, en donde fundó la Children 's Defense Fund (Fundación para la Defensa de la Infancia - CDF), desde la que se convierte en una importante activista por el derecho de los niños y las familias. En esta fundación, Marian ha trabajado con las adolescentes embarazadas, por el aumento de la cobertura médica de los niños pobres y por la salud prenatal. Además, la fundación también ha luchado contra la segregación escolar. En 1995 lidera la lucha contra la reforma sanitaria de Bill Clinton arguyendo que esta haría caer a los niños ya las familias pobres en una pobreza más absoluta. 
Mariam Edelman también ha dirigido la Fundación Robin Hood que trabaja por la eliminación de la pobreza.

## Obras
- Edelman, Marian Wright (1975). Winson and Dovie Hudson's Dream. Cambridge: Harvard University. OCLC 49643782.
- Edelman, Marian Wright (1981). American Children and Families. Washington, D.C.: Religious Action Center. OCLC 7968448.
- Edelman, Marian Wright (1987). Families in Peril: An Agenda for Social Change. Cambridge: Harvard University Press. ISBN 0-674-29228-6.
- Edelman, Marian Wright (1992). The Measure of Our Success. Boston: Beacon Press. ISBN 0-8070-3102-X.
- Edelman, Marian Wright (1993). Kids and Guns: A National Disgrace. Washington, D.C.: Educational Fund To End Handgun Violence. OCLC 32644803.
- Edelman, Marian Wright (1995). Guide My Feet. Boston: Beacon Press. ISBN 0-8070-2308-6.
- Edelman, Marian Wright; Adrienne Yorinks (1998). Stand for Children. Nova York: Hyperion Books for Children. ISBN 0-7868-0365-7.
- Edelman, Marian Wright (1999). Lanterns: A Memoir of Mentors. Boston: Beacon Press. ISBN 0-8070-7214-1.
- Edelman, Marian Wright (2000). The State of America's Children. Boston: Beacon. OCLC 46480964.
- Edelman, Marian Wright (2002). I'm Your Child, God: Prayers for Children and Teenagers. Nova York: Hyperion. ISBN 0-7868-0597-8.
- Edelman, Marian Wright (2005). I Can Make a Difference: A Treasury to Inspire Our Children. Nova York: HarperCollins. ISBN 0-06-028051-4.
- Edelman, Marian Wright (2008). The Sea Is so Wide and My Boat Is so Small. Nova York: Hyperion. ISBN 978-1-4013-2333-2.

## Premios y honores
A lo largo de su carrera ha obtenido numerosos premios entre los que destaca el Premio Humanitario Albert Shweitzer. En 2000 Bill Clinton le otorgó la Medalla Presidencial de la Libertad .
- 1982 Candace Award, National Coalition of 100 Black Women[14]
- 1985 Becas MacArthur
- 1985 Medalla de distinción del Barnard College
- 1986 Doctorado en Leyes, honoris causa por Bates College
- 1988 Premio Albert Schweitzer por el Humanitarismo
- 1991 Premio por el Servicio Público en beneficio de los pobres otorgado en los Premios Jefferson
- 1992 Premio Buffalo de Plata otorgado por los Boy Scouts de América
- 1995 Premio a la Paz de la Comunidad Internacional Cristiana
- 1996 El segundo Premio Heinz por la condición humana[15]
- 2000 Medalla Presidencial de la Libertad
- La biblioteca del Condado de Marlboro tiene el nombre de Marian Wright Edelman[16] que está situada en el pueblo donde nació, en Bennettsville.[17]